# Михайлівська сільська рада (Бершадський район)
| Михайлівська сільська рада — колишній орган місцевого самоврядування у Бершадському районі Вінницької області з адміністративним центром у с. Михайлівка. Сільраді були підпорядковані населені пункти: - с. Михайлівка - с. Романівка |

## Склад ради
Рада складається з 14 депутатів та голови.

## Керівний склад сільської ради
| ПІБ                        | Основні відомості                                                               | Дата обрання | Дата звільнення |
| -------------------------- | ------------------------------------------------------------------------------- | ------------ | --------------- |
| Деркач Валерій Федорович   | Сільський голова, 1964 року народження, освіта, безпартійний                    | 26.03.2006   | 31.10.2010      |
| Палагній Анатолій Петрович | Сільський голова, 1960 року народження, освіта середня спеціальна, безпартійний | 31.10.2010   |                 |

Примітка: таблиця складена за даними джерела

## Історія
20 лютого 1960 село Романівка Кидрасівської сільської ради підпорядковано Михайлівській сільській раді.